# Carl Milles
Carl Milles foi um escultor sueco (n. 1875, na proximidade de Uppsala - m. 1955, em Lidingö). 
É provavelmente o mais famoso de todos os escultores suecos. 
Algumas das suas esculturas, sobretudo fontes e peças monumentais, tanto na Suécia como nos Estados Unidos, são consideradas clássicas - Orfeus (no exterior da Sala de Concertos de Estocolmo), Poseidon (na praça Götaplatsen em Gotemburgo), Europa och tjuren (em Halmstad) e Folkungabrunnen (em Linköping).
A sua antiga residência e ateliê em Lidingö, perto de Estocolmo, é presentemente um museu e jardim de escultura com o nome de Millesgården (Casa de Milles).

## Trabalhos Selecionados
- Fonte Aganippe, Metropolitan Museum of Art, Nova York, 1951-1955 (em Brookgreen Gardens desde 1982)
- Monumento do Aviador, Karlaplan, Estocolmo, 1931
- Fonte da Fé, cemitério National Memorial Park, Falls Church, Virginia, 1939-1952
- Estátua de Gustav Vasa, Museu Nórdico, Estocolmo, 1905-1907 (gesso pintado) e 1925 (carvalho pintado)
- Fonte Folkung, Praça Velha, Linköping, 1924–1927
- Louis De Geer, Old Square, Norrköping, 1945
- Monumento a Sten Sture, Uppsala, 1902–1925
- Deus Indiano da Paz, Prefeitura, Saint Paul, Minnesota, 1932–1936
- Portas de bronze, Edifício Financeiro, Complexo do Capitólio Estadual da Pensilvânia, Harrisburg, Pensilvânia, 1938
- Diana Fountain, Matchstick Palace, Estocolmo, 1927–28
- Europa e a fonte de touro, Stora Torg, Halmstad, 1924–1926
- Decoração exterior esculpida do Royal Dramatic Theatre da Suécia, Estocolmo, 1903–1908
- God on the Rainbow, Nacka, 1995 (por Marshall Fredericks, em um modelo de 1946 por Milles para a Sede das Nações Unidas)
- Memorial de Guerra de Greendale para Veteranos de Todas as Guerras, Worcester, Massachusetts, 1948
- Man and Nature, saguão de 1 Rockefeller Plaza, Rockefeller Center, New York City, 1937-1941
- Man and Pegasus, Castle Park, Malmö, 1949
- Deusa Marítima, Helsingborg, 1921-1923
- Meeting of the Waters, fonte monumental, St. Louis, Missouri, 1936–1940
- Monumento a Johannes Rudbeckius, Västerås, 1923
- Numerosos trabalhos em Cranbrook Educational Community, Bloomfield Hills, Michigan, incluindo Mermaids & Tritons Fountain, 1930, Sven Hedin on a Camel, 1932, Jonah and the Whale Fountain, 1932, Orpheus Fountain, 1936.
- Em uma manhã de domingo, fonte monumental, Ingalls Mall, Universidade de Michigan, Ann Arbor, Michigan, 1939–1941
- Orpheus Group, em frente ao Stockholm Concert Hall, 1926–1936
- Playing Angels, Philadelphia, Pennsylvania, 1950 (adquirido pela Fairmount Park Art Association em 1968; instalado em 1972)
- Fonte Poseidon, Götaplatsen, Gotemburgo, 1925–1931
- Saint Martin of Tours ( William Volker Memorial Fountain), Kansas City, Missouri, 1950-1955
- Sjöguden (Sea God), Skeppsbron, Estocolmo, 1913
- Spirit of Transportation, Detroit Civic Center, Detroit, Michigan, 1952
- Sun Singer, Helgeandsholmen, Estocolmo, 1926; réplicas em Robert Allerton Park, Monticello, Illinois, e National Memorial Gardens, Falls Church, Virgínia
- Monumento do Tricentenário Sueco, Fort Christina, Wilmington, Delaware, 1937–38
- O Arqueiro, em frente ao Liljevalchs konsthall, Estocolmo, 1919
- The Astronomer, 1939 Feira Mundial de Nova York, Flushing Meadows – Corona Park, 1938-39 (gesso, destruído no final da Feira; posteriormente reproduzido em bronze em menor escala)
- The Four Ages of Economic Exchange, Stockholms Enskilda Bank head office, Stockholm, 1915
- A Mão de Deus, Eskilstuna, 1952-1954
- Dois dançarinos de 1915, colocado em Gotemburgo em 1952
- Duas placas no Edifício WWJ, Detroit, Michigan, 1936
- Relevos de parede em Racine County Courthouse, Racine, Wisconsin de 1931

## Obras

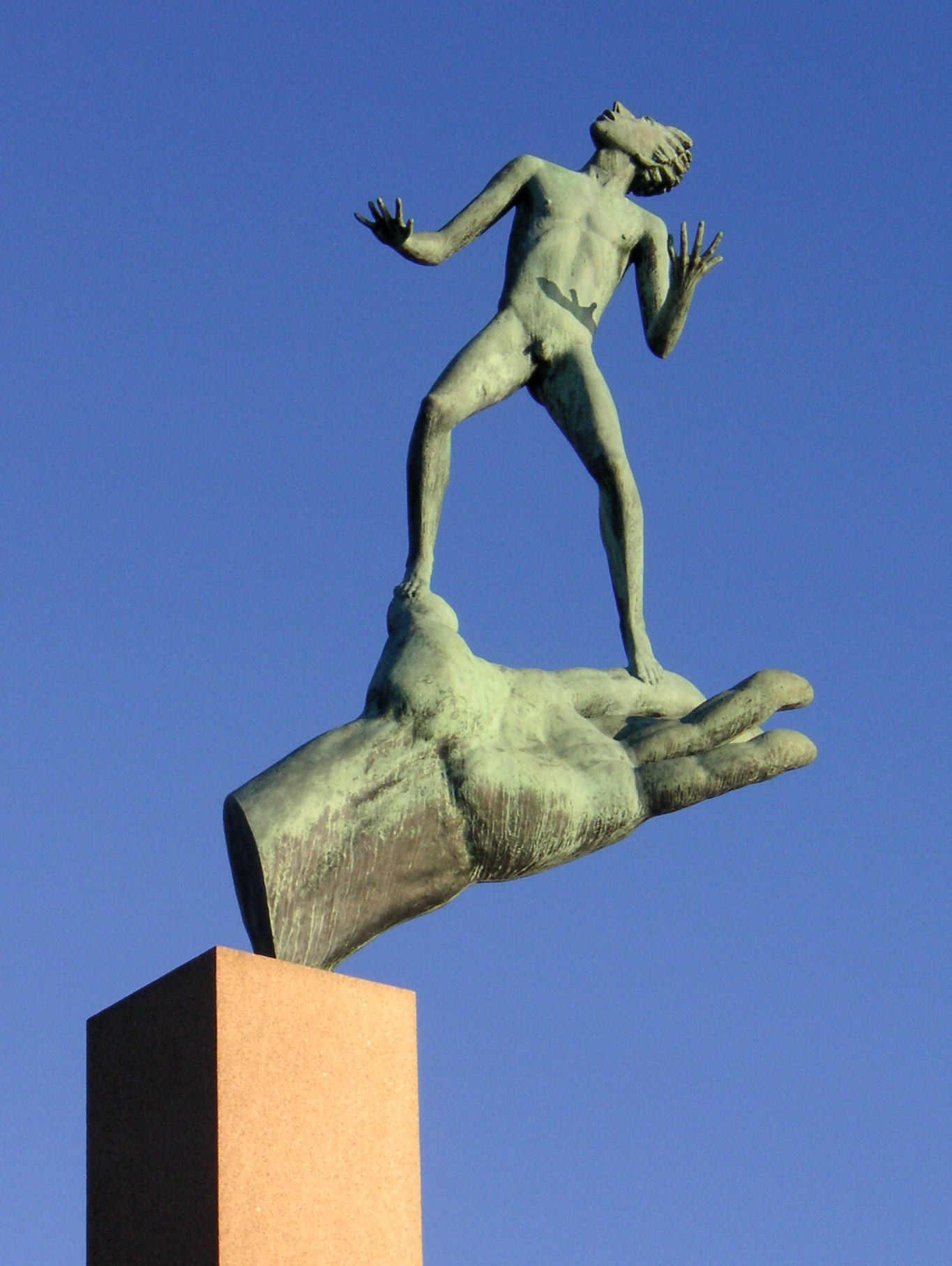
Guds hand (A mão de Deus, em Lidingö)
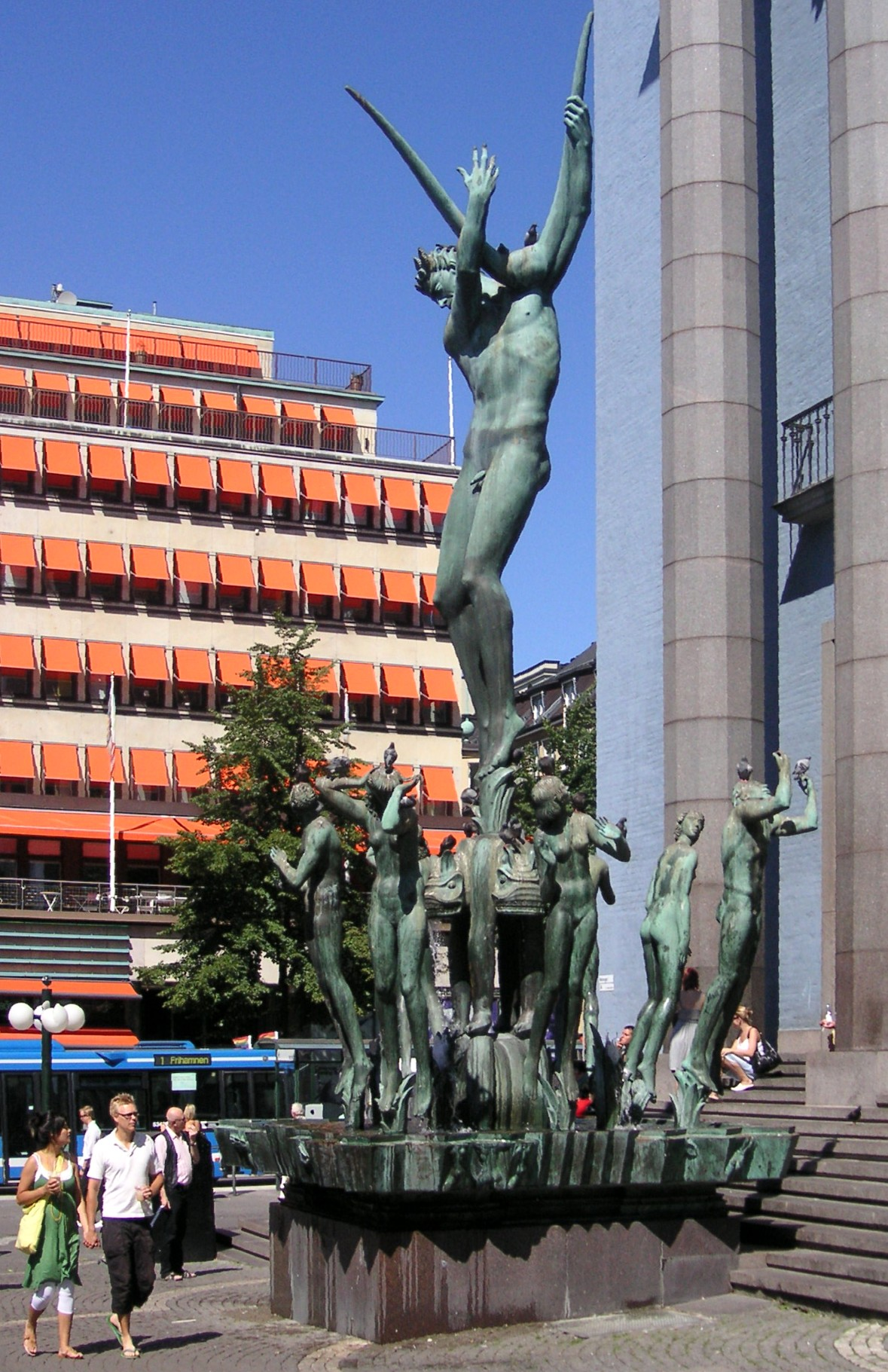
Orfeusgruppen (Fonte de Orfeu, em Estocolmo)
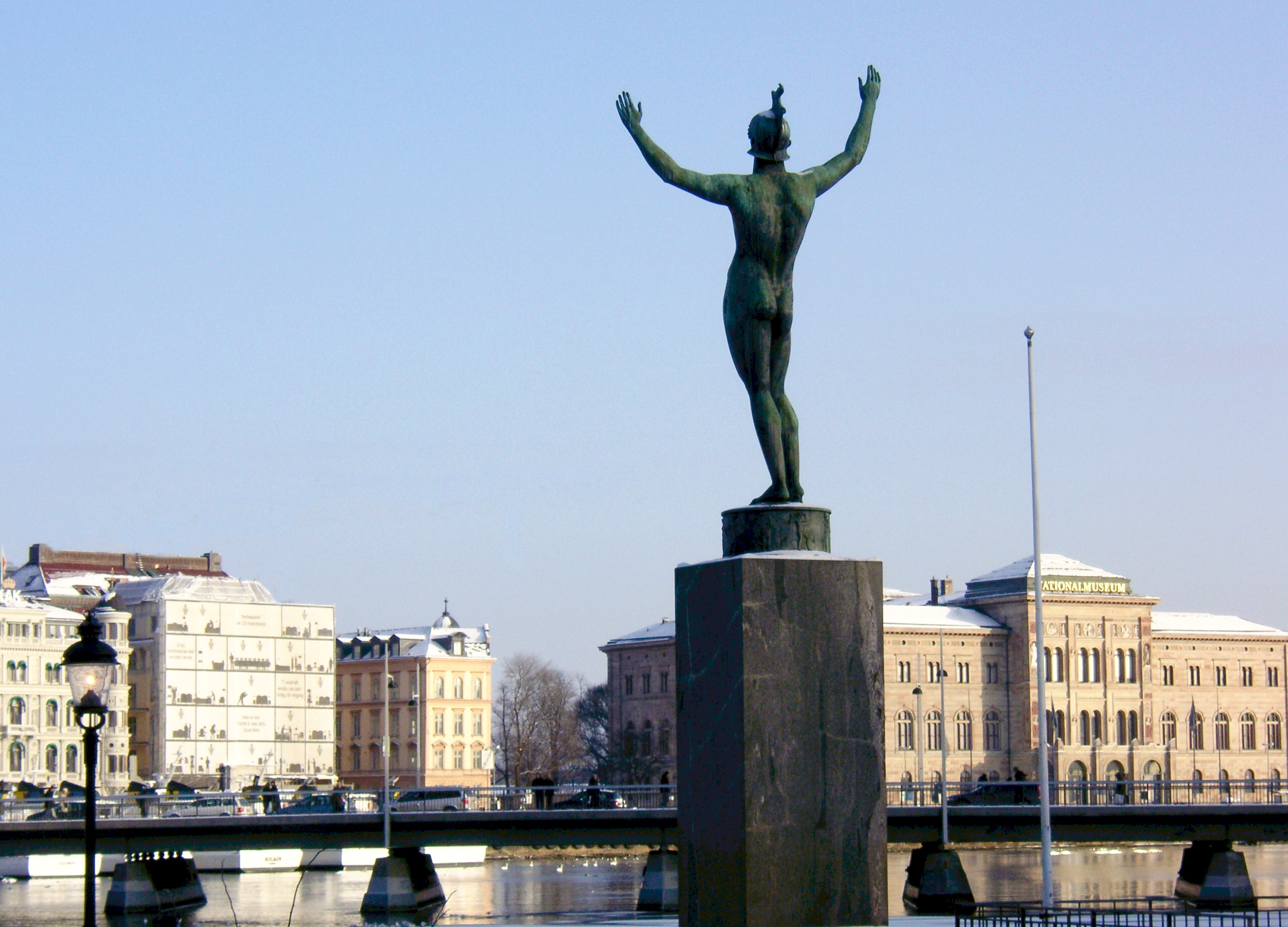
Solsångaren (O cantor do Sol, em Estocolmo)
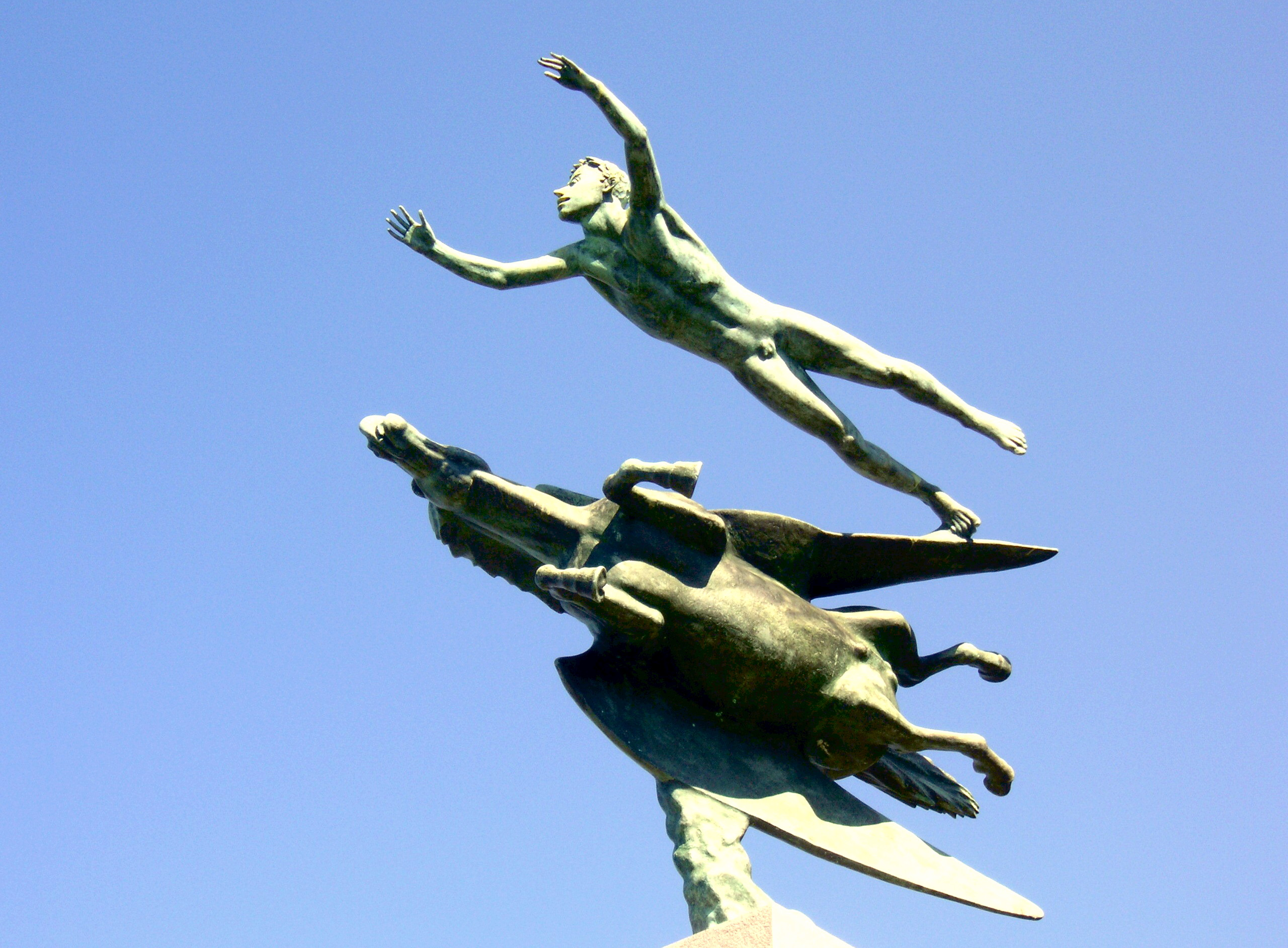
Människan och Pegasus (O Homem e Pégaso, em Malmö)
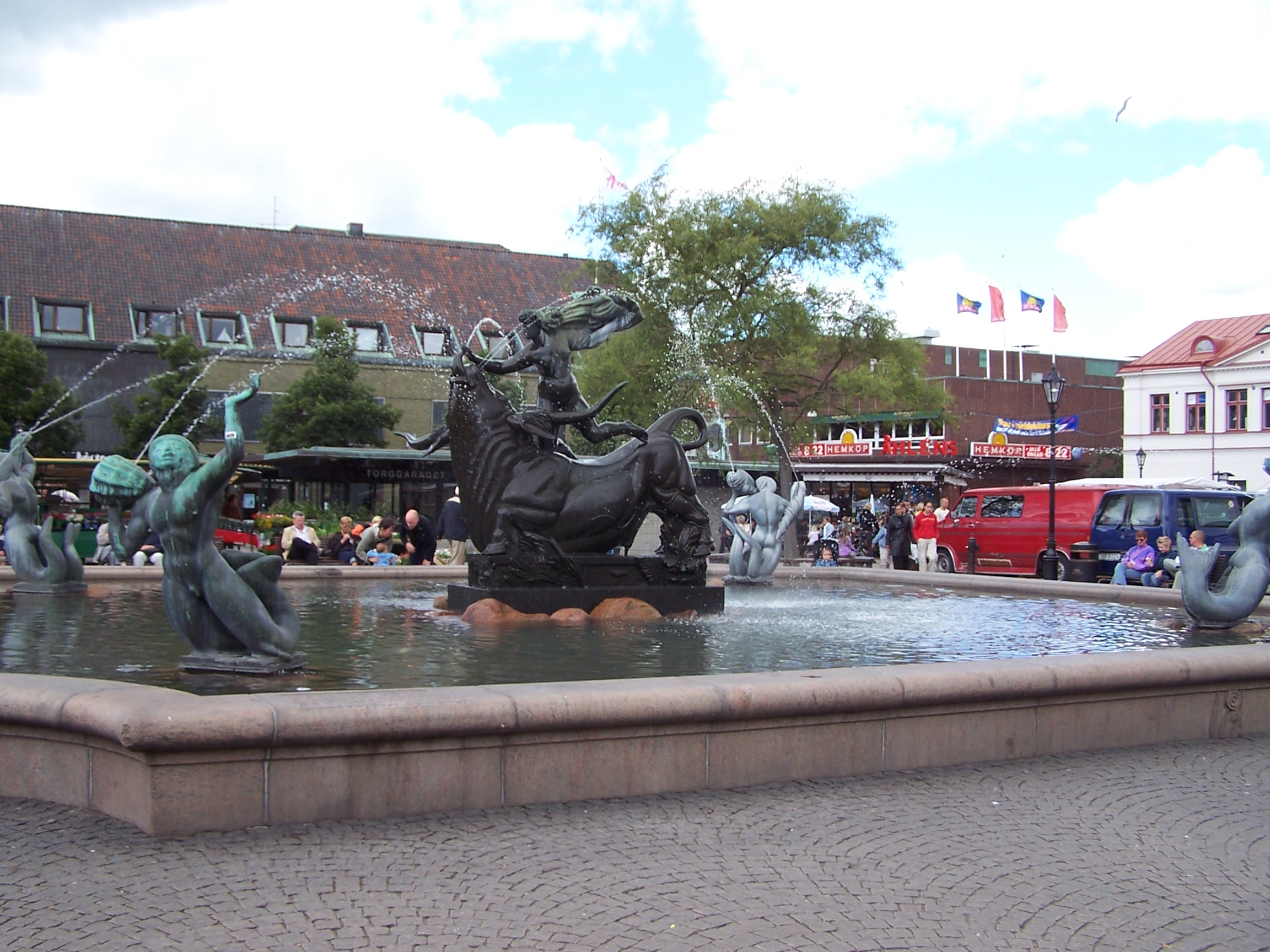
Europa och tjuren (Europa e o touro, em Halmstad)
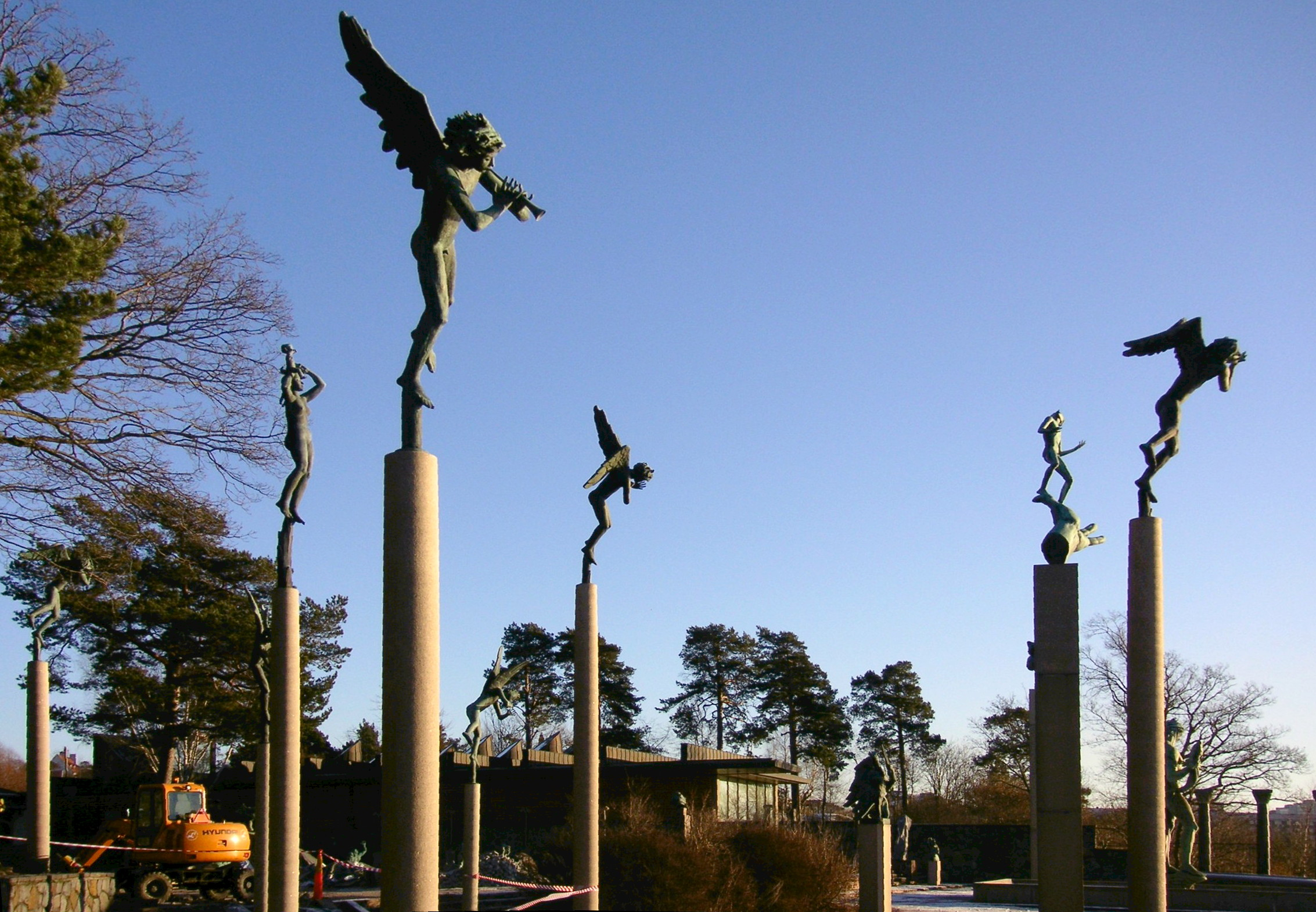
Musicerande änglar (Anjos fazendo música, em Lidingö)
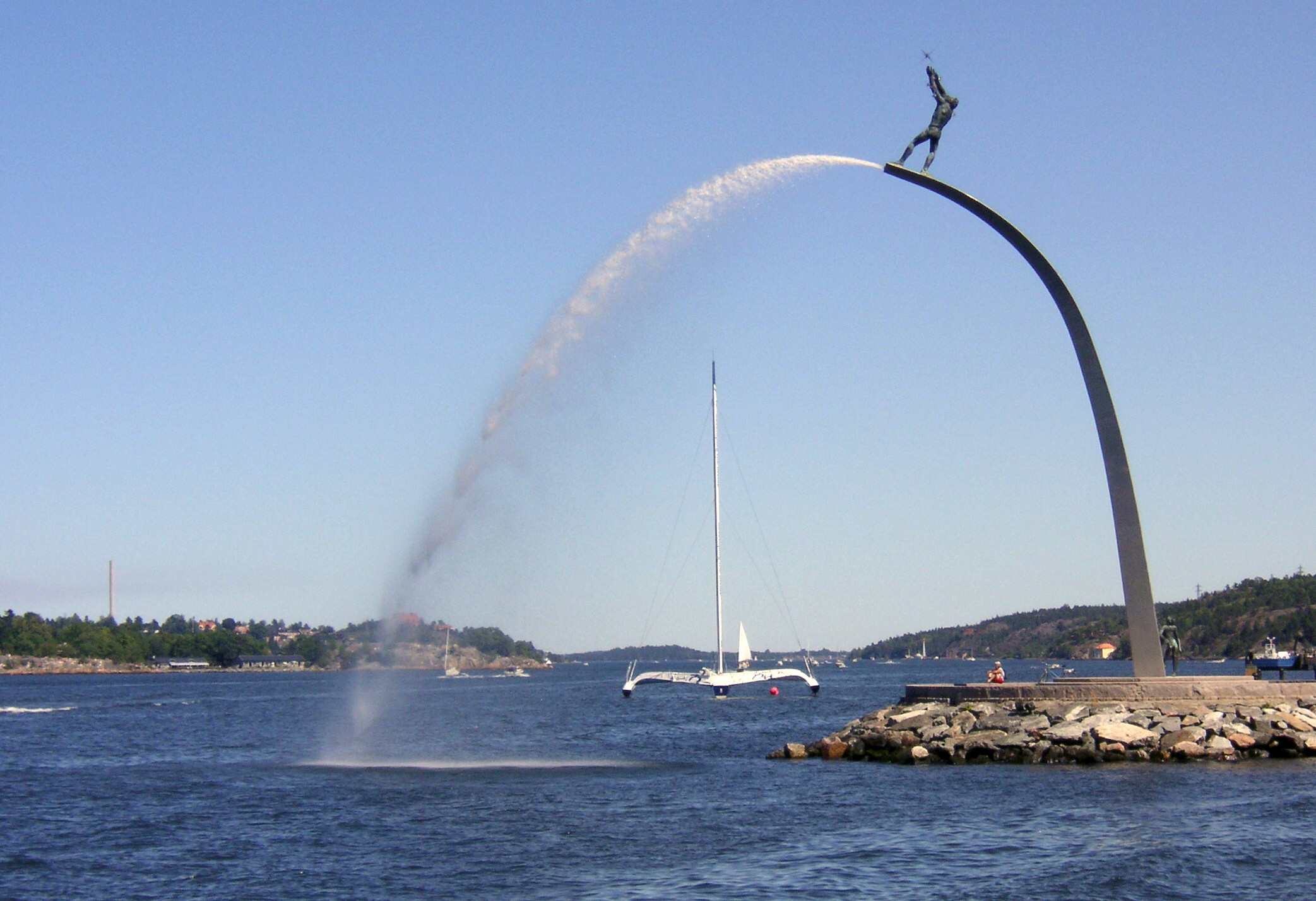
Gud Fader på Himmelsbågen (Deus Pai no céu, em Nacka)
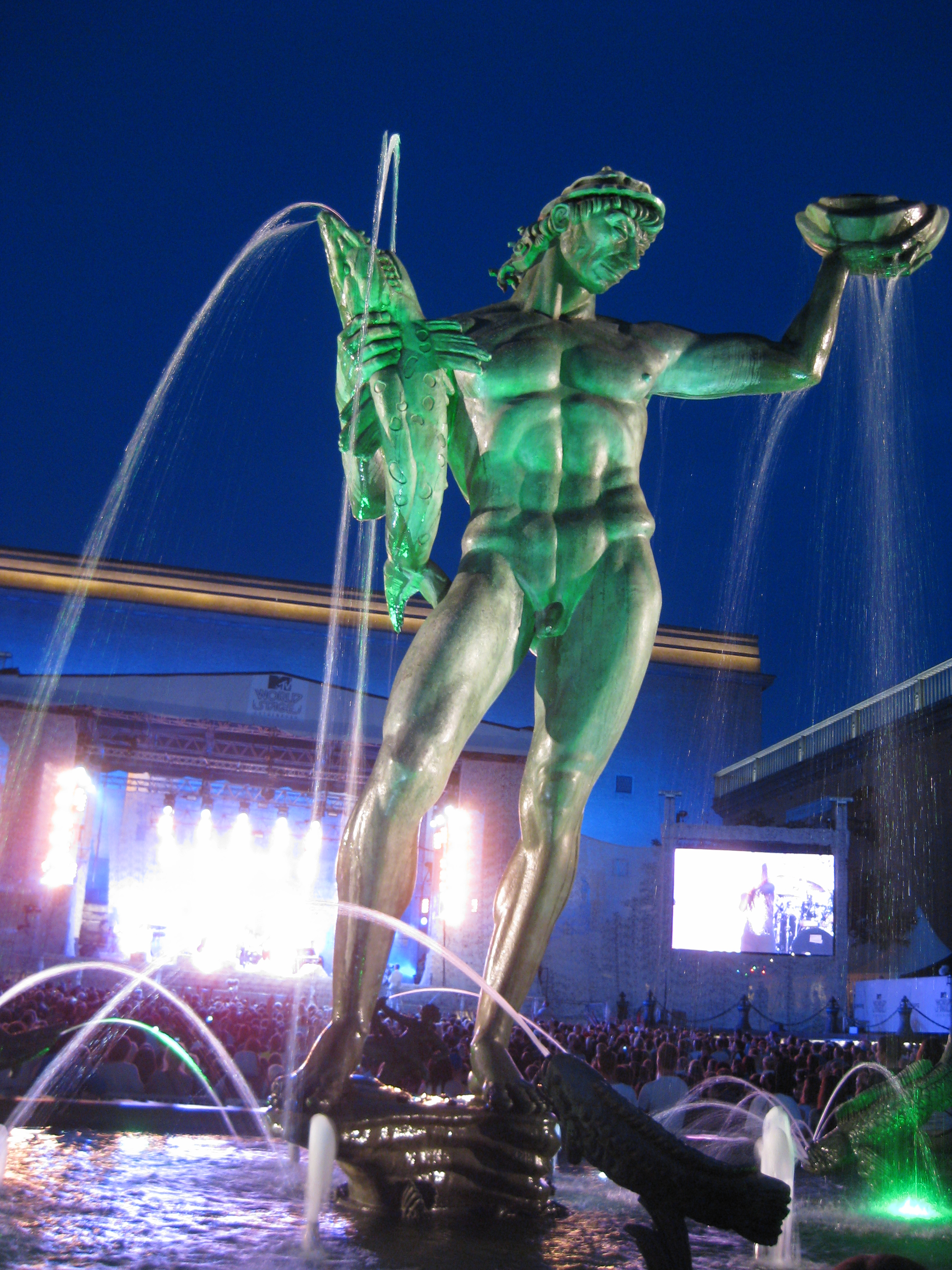
Poseidon, Gotemburgo
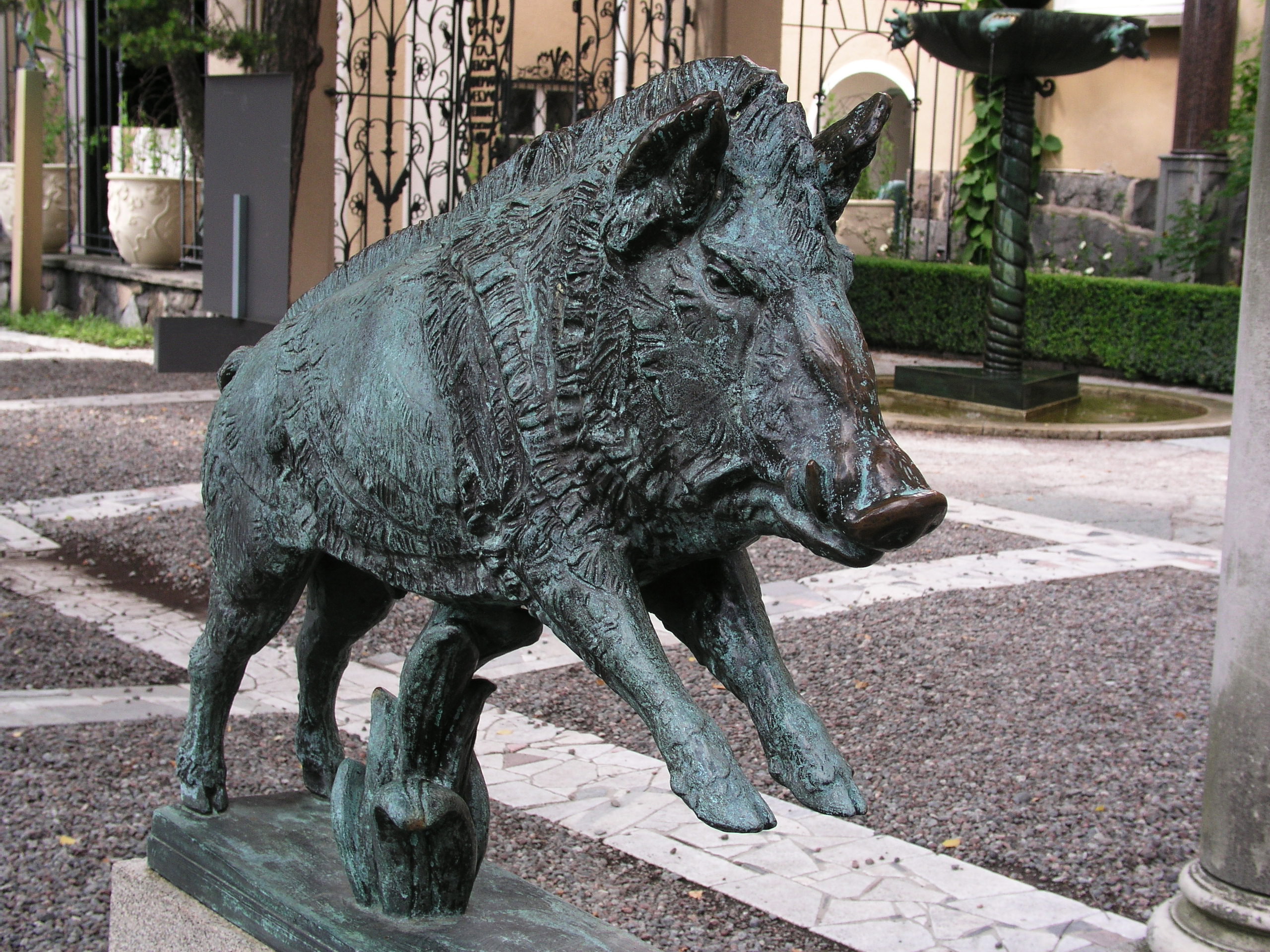
Wild Boar, Millesgården
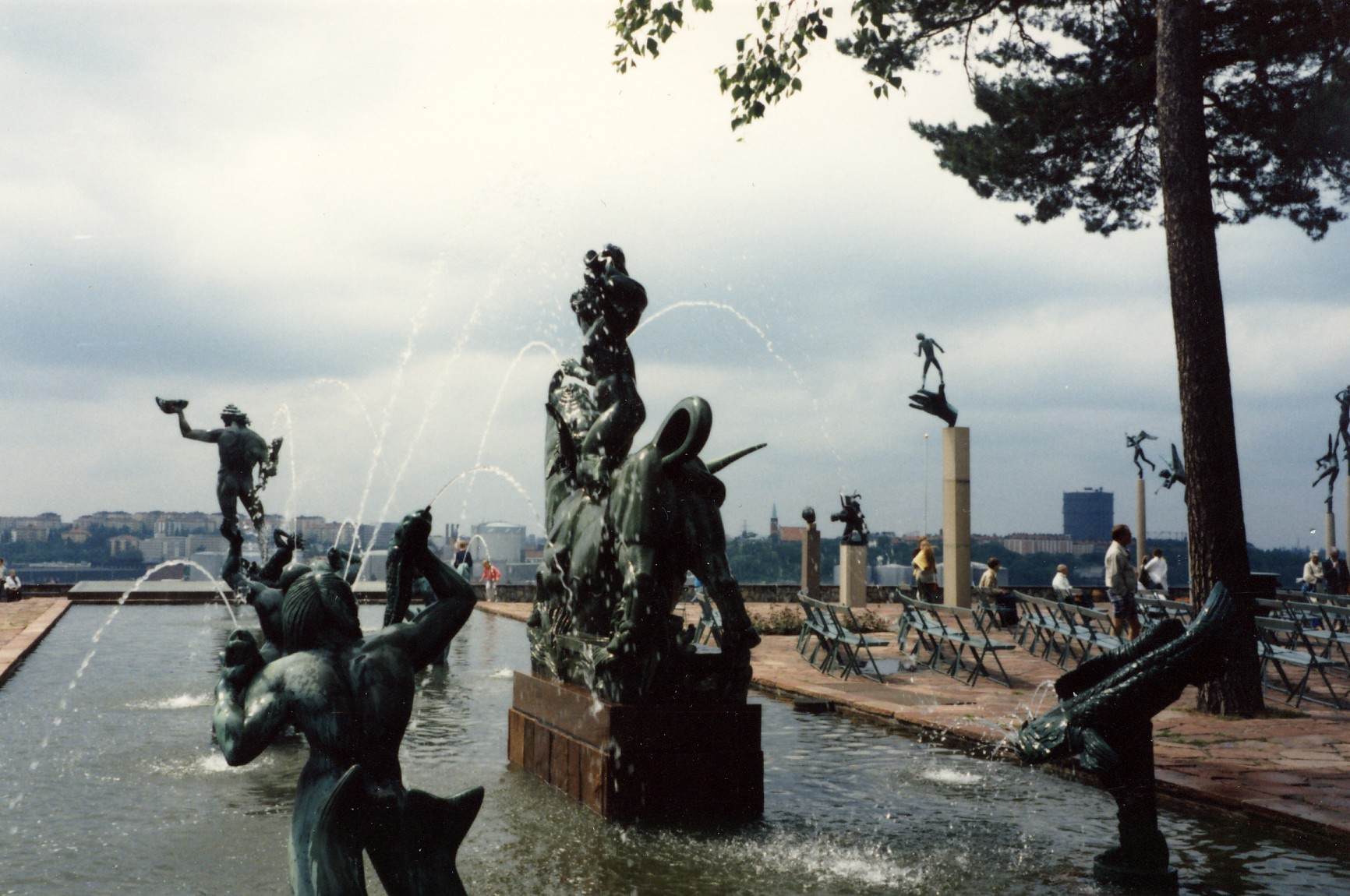
Millesgården
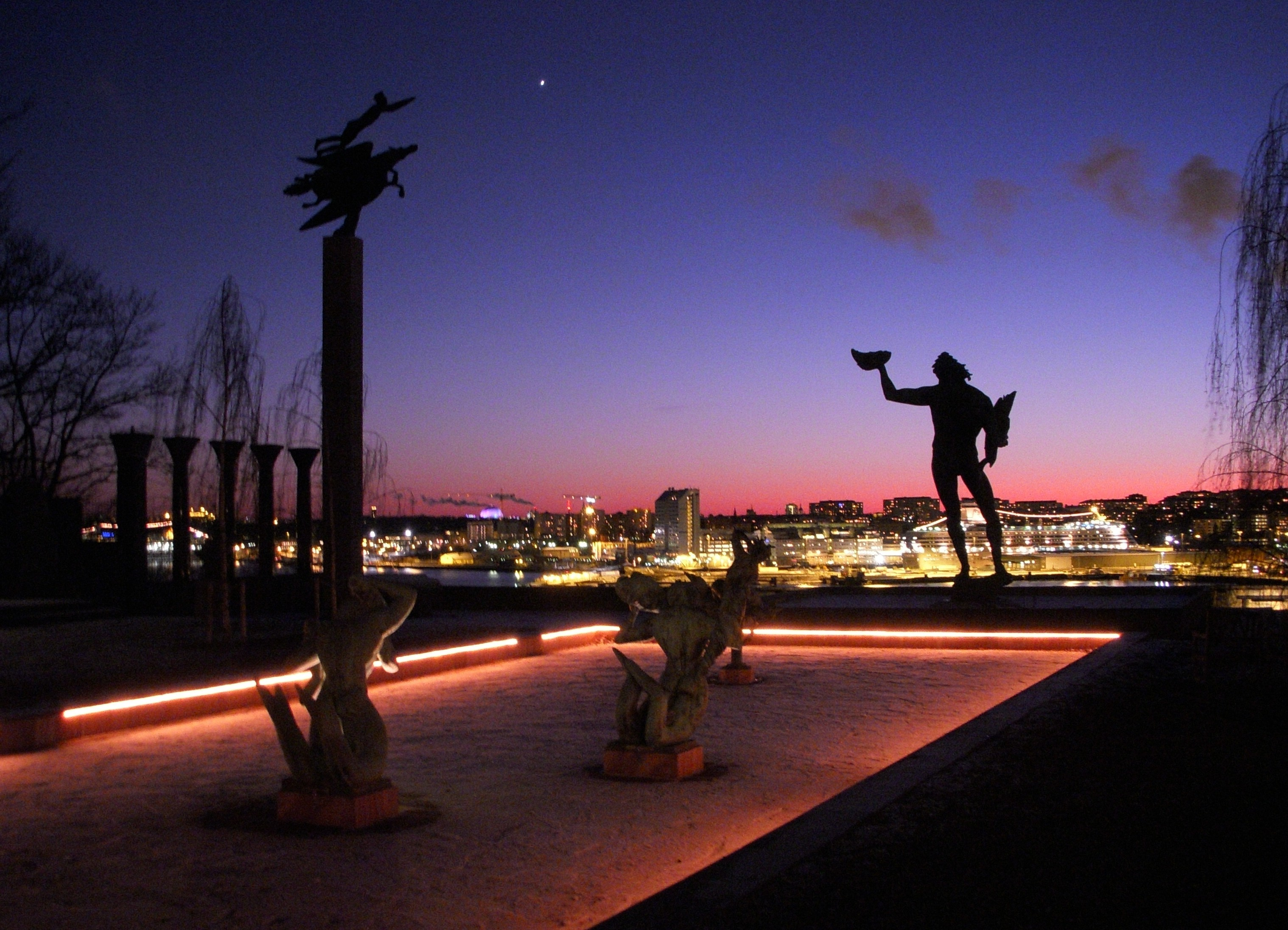
Millesgården
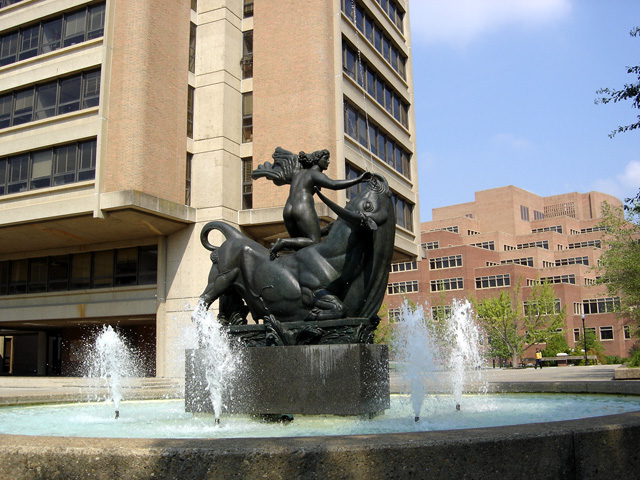
Europa on the Bull, University of Tennessee, Knoxville